# Argenton
Argenton är en kommun i departementet Lot-et-Garonne i regionen Nouvelle-Aquitaine i sydvästra Frankrike. Kommunen ligger i kantonen Bouglon som tillhör arrondissementet Marmande. År 2022 hade Argenton 316 invånare.

## Befolkningsutveckling
Antalet invånare i kommunen Argenton
| Referens: INSEE |